# Distrito de Marmande
El distrito de Marmande es un distrito (en francés arrondissement) de Francia, que se localiza en el departamento Lot y Garona (en francés Lot-et-Garonne), de la región de Aquitania. Cuenta con 10 cantones y 97 comunas.

## División territorial

### Cantones
Los cantones del distrito de Marmande son:
1. Cantón de Bouglon
2. Cantón de Castelmoron-sur-Lot
3. Cantón de Duras
4. Cantón de Lauzun
5. Cantón de Marmande-Est
6. Cantón de Marmande-Ouest
7. Cantón de Le Mas-d'Agenais
8. Cantón de Meilhan-sur-Garonne
9. Cantón de Seyches
10. Cantón de Tonneins

### Comunas
| 1. Agmé (47002)                       | 2. Agnac (47003)                    | 3. Allemans-du-Dropt (47005)           | 4. Antagnac (47010)                 |
| 5. Argenton (47013)                   | 6. Armillac (47014)                 | 7. Auriac-sur-Dropt (47018)            | 8. Baleyssagues (47020)             |
| 9. Beaupuy (47024)                    | 10. Birac-sur-Trec (47028)          | 11. Bouglon (47034)                    | 12. Bourgougnague (47035)           |
| 13. Brugnac (47042)                   | 14. Calonges (47046)                | 15. Cambes (47047)                     | 16. Castelmoron-sur-Lot (47054)     |
| 17. Castelnau-sur-Gupie (47056)       | 18. Caubon-Saint-Sauveur (47059)    | 19. Caumont-sur-Garonne (47061)        | 20. Clairac (47065)                 |
| 21. Cocumont (47068)                  | 22. Coulx (47071)                   | 23. Couthures-sur-Garonne (47074)      | 24. Duras (47086)                   |
| 25. Escassefort (47088)               | 26. Esclottes (47089)               | 27. Fauguerolles (47094)               | 28. Fauillet (47095)                |
| 29. Fourques-sur-Garonne (47101)      | 30. Gaujac (47108)                  | 31. Gontaud-de-Nogaret (47110)         | 32. Grateloup-Saint-Gayrand (47112) |
| 33. Grézet-Cavagnan (47114)           | 34. Guérin (47115)                  | 35. Hautesvignes (47118)               | 36. Jusix (47120)                   |
| 37. Labastide-Castel-Amouroux (47121) | 38. Labretonie (47122)              | 39. Lachapelle (47126)                 | 40. Lafitte-sur-Lot (47127)         |
| 41. Lagruère (47130)                  | 42. Lagupie (47131)                 | 43. Laparade (47135)                   | 44. Laperche (47136)                |
| 45. Lauzun (47142)                    | 46. Lavergne (47144)                | 47. Longueville (47150)                | 48. Loubès-Bernac (47151)           |
| 49. Lévignac-de-Guyenne (47147)       | 50. Marcellus (47156)               | 51. Marmande (47157)                   | 52. Le Mas-d'Agenais (47159)        |
| 53. Mauvezin-sur-Gupie (47163)        | 54. Meilhan-sur-Garonne (47165)     | 55. Miramont-de-Guyenne (47168)        | 56. Monteton (47187)                |
| 57. Montignac-Toupinerie (47189)      | 58. Montignac-de-Lauzun (47188)     | 59. Montpouillan (47191)               | 60. Moustier (47194)                |
| 61. Pardaillan (47199)                | 62. Peyrière (47204)                | 63. Poussignac (47212)                 | 64. Puymiclan (47216)               |
| 65. Puysserampion (47218)             | 66. Romestaing (47224)              | 67. Roumagne (47226)                   | 68. Ruffiac (47227)                 |
| 69. Saint-Astier (47229)              | 70. Saint-Avit (47231)              | 71. Saint-Barthélemy-d'Agenais (47232) | 72. Saint-Colomb-de-Lauzun (47235)  |
| 73. Saint-Géraud (47245)              | 74. Saint-Jean-de-Duras (47247)     | 75. Saint-Martin-Petit (47257)         | 76. Saint-Pardoux-Isaac (47264)     |
| 77. Saint-Pardoux-du-Breuil (47263)   | 78. Saint-Pierre-sur-Dropt (47271)  | 79. Saint-Sauveur-de-Meilhan (47277)   | 80. Saint-Sernin (47278)            |
| 81. Sainte-Bazeille (47233)           | 82. Sainte-Colombe-de-Duras (47236) | 83. Sainte-Gemme-Martaillac (47244)    | 84. Sainte-Marthe (47253)           |
| 85. Samazan (47285)                   | 86. La Sauvetat-du-Dropt (47290)    | 87. Savignac-de-Duras (47294)          | 88. Seyches (47301)                 |
| 89. Soumensac (47303)                 | 90. Ségalas (47296)                 | 91. Sénestis (47298)                   | 92. Taillebourg (47304)             |
| 93. Tonneins (47310)                  | 94. Varès (47316)                   | 95. Verteuil-d'Agenais (47317)         | 96. Villeneuve-de-Duras (47321)     |
| 97. Villeton (47325)                  | 98. Virazeil (47326)                |                                        |                                     |